# 敦肅皇貴妃
敦肃皇贵妃（1690年代—1725年12月23日），年氏。初為汉军镶白旗人，後抬旗為漢軍鑲黃旗人。籍贯凤阳府怀远县（今属安徽省），一等公兼太傅年遐齡之女。長兄為內務府總管兼淮安關監督兼管宿遷關年希堯，二兄為撫遠大將軍兼川陝總督年羹堯。雍正朝首位貴妃及皇貴妃。

## 生平
年氏的具体生年不详。康熙四十八年（1708年），年家所在佐领划归于雍亲王属下。康熙五十年（1711年），年氏由康熙帝指婚为雍亲王侧福晋。康熙五十四年（1715年）三月，侧福晋年氏生皇四女。康熙五十九年（1720年）五月，生皇七子福宜。康熙六十年（1721年）十月，生皇八子福惠。
雍正元年（1723年）二月甲寅，雍正帝告之礼部，预备立嫡福晋那拉氏为皇后。同月甲子，年氏、侧福晋李氏、格格鈕祜祿氏等人亦被预备立为妃。年氏的封号为贵妃。五月，年氏早產，而夭折的嬰兒仍被破例列入宗牒，被命名為福沛。十二月丁卯，正式册封那拉氏为皇后。年氏等人亦在同日正式受封，是为贵妃年氏。冊封時公主、王妃、命婦等俱行禮。
雍正三年 (1725年) 十一月八日，世宗因“皇考升遐倏周三载”而谒祭景陵的，自北京郊外圆明园起驾赶赴河北遵化，已病重的贵妃年氏沒有随行；十一月十四日，世宗回銮京城，准备冬至祭天大典。世宗对病势已亟的贵妃“深为轸念”，十一月十五日，下旨将贵妃年氏封为皇贵妃；十一月十八日，世宗停免次日太和殿百官朝贺，並且返回圆明园。這段時間的《雍正起居注》上幾乎看不见世宗处理政务相关的记载；十一月二十三日，皇贵妃在圆明园薨逝，谥号为敦肃皇贵妃。雍正帝遣七個近支王公為皇貴妃穿孝，誠親王允祉、廉親王允禩等親王以下奉恩將軍以上之宗室，民公侯伯以下四品官以上之百官，皆被要求朝夕三次齊集舉哀，並隨從皇貴妃金棺由圓明園奉移至十里莊停殯之所。 然而舉辦清朝首個皇貴妃喪禮的禮部相關人等仍因 「儀仗草率」，從尚書至侍郎數人俱被議罪，並著降二級留任。
從康熙五十四年年氏首次生產起，到她死去，十年之間，清世宗的子女無旁出。皇貴妃死後，留下八阿哥福惠。雍正帝對此子一直十分寵愛，雍正六年，8歲的福惠夭折。雍正帝下令「照親王例殯葬」。乾隆追封福惠為親王時說：「朕弟八阿哥，素為皇考所鍾愛」。
乾隆二年（1737年）敦肅皇貴妃入葬泰陵地宮。

## 評價
雍正帝在冊書中充分肯定了她的品性，冊文稱她：“秉性柔嘉，持躬淑慎。在藩邸時，事朕克盡敬慎，在皇后前小心恭謹，馭下寬厚平和。皇考嘉其端莊貴重，封為親王側妃。朕在即位後，貴妃於皇考，皇妣大事悉皆盡心力盡禮，實能贊儴內政。”

## 影视作品
- 電視劇

| 年份 | 劇名               | 演員     | 剧中姓名 | 劇中稱謂 |
| 1988 | 滿清十三皇朝之雍正 | 駱慧貞   | 年氏     | 年貴妃   |
| 1997 | 江湖奇俠傳         | 鮑正芳   | 年潤玉   | 年貴妃   |
| 1997 | 雍正王朝           | 常林     | 年秋月   | 年貴妃   |
| 1999 | 雍正小蝶年羹尧     | 涂善妮   | 年小蝶   | 年妃     |
| 2003 | 刺虎               | 罗海琼   | 年小萍   | 年妃     |
| 2010 | 宫锁心玉           | 佟丽娅   | 年素言   | 年貴妃   |
| 2011 | 步步惊心           | 陆梅芳   | 年氏     | 年貴妃   |
| 2011 | 后宫甄嬛傳         | 蒋欣     | 年世蘭   | 華妃     |
| 2014 | 食為奴             | 胡定欣   | 年若碧   | 華貴妃   |
| 2017 | 花落宫廷错流年     | 李莎旻子 | 年姝媛   | 年貴妃   |

## 延伸阅读
[在维基数据编辑]
 《清史稿/卷214》，出自趙爾巽《清史稿》